# Ngraseh
Ngraseh is een bestuurslaag in het regentschap Bojonegoro van de provincie Oost-Java, Indonesië. Ngraseh telt 3707 inwoners (volkstelling 2010).